# Éric de Rosny
Pour les articles homonymes, voir Rosny.
Éric Marie Joseph de La Gorgue de Rosny, dit Éric de Rosny, né le 13 mai 1930 à Fontainebleau en France et mort le 2 mars 2012 à Lyon, est un prêtre jésuite et anthropologue français, missionnaire au Cameroun. Il est particulièrement connu pour — dans un souci d'inculturation — s'être fait initier dans la confrérie des beyoum ba bato (hommes-souche). C’est une obédience du Ngondô, un cercle très sélectif dont les membres sont les garants de la tradition et des rites sawas, du Cameroun.

## Biographie
Né le 13 mai 1930 à Fontainebleau, issu d'une famille de Picardie, Éric de Rosny passe son enfance entre l'appartement parisien de ses parents et la maison familiale située près de Boulogne-sur-Mer. De ses lectures des récits de Matteo Ricci, missionnaire jésuite en Chine impériale, nait sa volonté de devenir Jésuite avec l'espoir d'être envoyé en Chine. Ainsi, Éric de Rosny intègre la Compagnie de Jésus en 1949 (entrée au noviciat de Laval le 26 octobre 1949) mais avec la prise de pouvoir par les communistes et Mao la Chine se ferme à l'influence chrétienne. Aucun missionnaire n'y est plus admis. Cela l'empêche de rejoindre la Chine. Il est alors envoyé en 1957 à Douala au Cameroun où il devient enseignant au collège Libermann qui vient d'être fondé,. Il est ordonné prêtre le 21 juillet 1962.
Alors que l'Église catholique considère avec grande circonspection les traditions locales et interdisait autrefois aux chrétiens la fréquentation des guérisseurs, Éric de Rosny est soucieux de comprendre ses élèves et de découvrir leur culture : il choisit de s'installer dans le quartier populaire d'Akwa à Douala où il s'intègre à la population dont il apprend la langue et les coutumes. Cela le conduit à s'intéresser notamment à la sorcellerie et, au début des années 1970, après avoir reçu l'accord de ses supérieurs religieux, un guérisseur l'initie aux mystères du « monde invisible » et à la « double vue »,. Cette « double vue » lui permet de voir plus que ce qui est visible et notamment de voir la violence des relations entre les hommes. Il analyse la « double vue » et la compare aux Exercices spirituels de Saint Ignace et aux travaux de René Girard sur la violence et le sacré. « La double vue me sert d'instrument de connaissance comme le serait l'analyse freudienne pour un jésuite qui voudrait comprendre son prochain sans être pour autant psychanalyste » explique Éric de Rosny. À son tour Éric de Rosny initiera un apprenti guérisseur et lui transmettra son pouvoir de « double vue ».
De 1975 à 1982, Éric de Rosny est directeur de l'Institut africain pour le développement économique et social (INADES) à Abidjan puis devient jusqu'en 1988 supérieur provincial des jésuites de l'Afrique de l'Ouest. En 1981, il trouve une certaine notoriété en France avec le succès de son livre Les Yeux de ma chèvre.
Dans les années 1990, Éric de Rosny devient l'un des vingt-sept « vieux sages » de Douala lorsqu'il entre dans la confrérie des beyoum ba bato (hommes-souche),. Au centre spirituel de Bonamoussadi de Douala, il accueille et conseille les nombreux visiteurs qui le consultent sur leurs souffrances et leurs angoisses, et, à l'antenne de radio Douala, il répond chaque jour aux courriers qu'il reçoit.
En 2010, Il est fait docteur honoris causa de l'université de Neuchâtel.
Alors qu'il est en convalescence à la suite d'une grosse opération, Éric de Rosny meurt soudainement le 2 mars 2012, à Lyon.

## Œuvres
Éric de Rosny écrit plusieurs livres sur la médecine traditionnelle africaine, dont Les Yeux de ma chèvre, L'Afrique des guérisons, La Nuit, les yeux ouverts.
- Ndimsi, ceux qui soignent dans la nuit, éd. CLE, Yaoundé, 1974.
- Les Yeux de ma chèvre, coll. « Terre humaine », Plon, 1981.
- L’Afrique des guérisons, Karthala, 1992.

Prix Louis-Castex de l’Académie française en 1993
- La Nuit, les yeux ouverts, Seuil, 1996.
- Ici ou là en Afrique : récits et péripéties, L’Harmattan, 2002.
- Éric de Rosny (dir.), Justice et Sorcellerie, colloque international de Yaoundé, Karthala, 2006.

En 2022 parait l’édition intégrale des articles rédigés par Éric de Rosny dans un coffret en 3 volumes.